# 丁祥恩
丁祥恩（韓語：정상은，1990年4月2日—），出生在中国吉林省延边朝鲜族自治州汪清縣，韩国男子乒乓球运动员。在2017年亞洲乒乓球錦標賽男单决赛中败于中国选手樊振东，获得亚军。